# Regal (Musikinstrument)

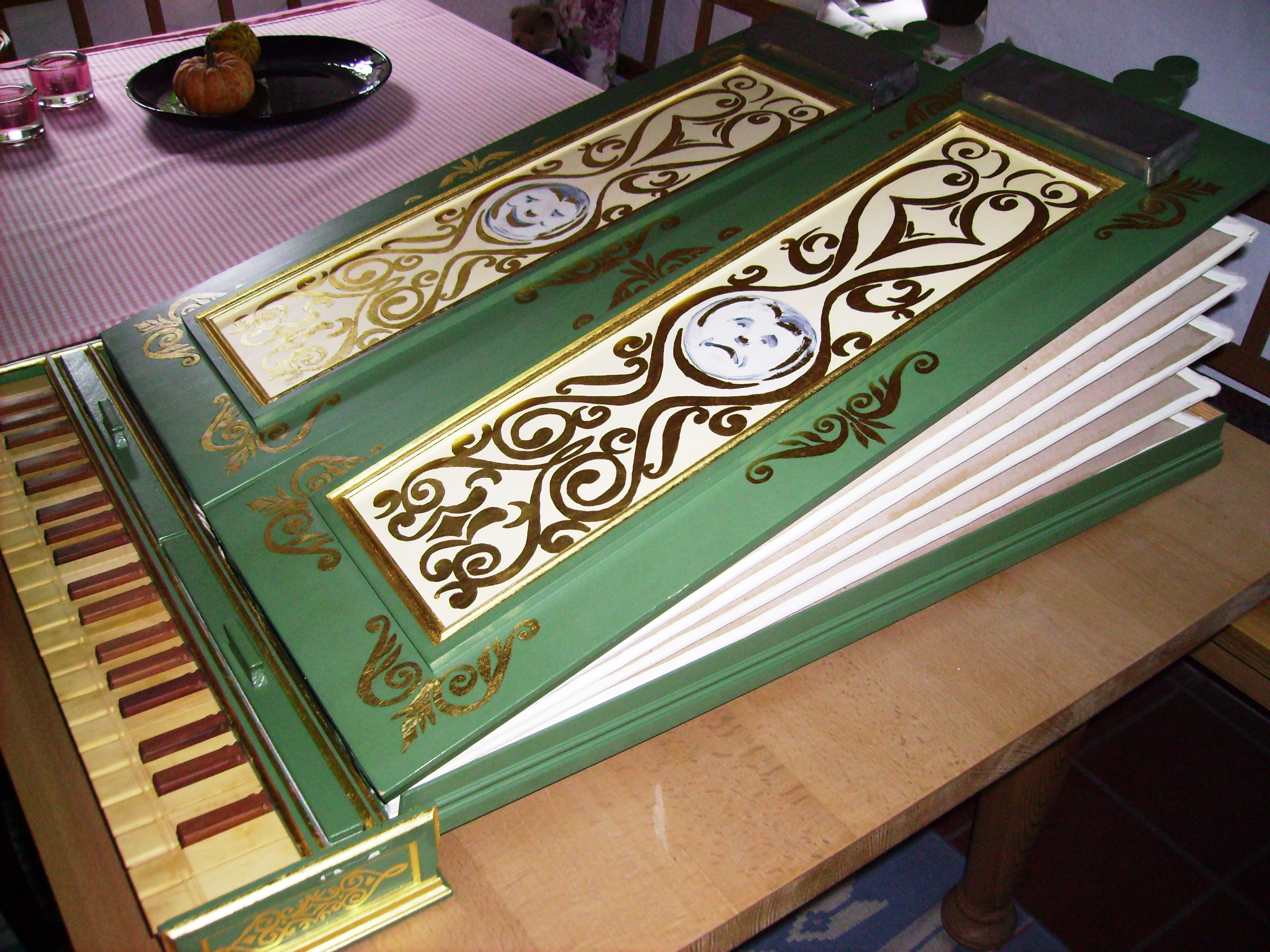
Kopie eines Regals aus dem Germanischen Nationalmuseum in Nürnberg, Original um 1600, Kopie von 1988

Das Regal ist ein Tasteninstrument. Es ist eine tragbare Kleinorgel, die nur mit Zungenpfeifen bestückt ist. Der Name ist vermutlich von „rigole“ herzuleiten, der altfranzösischen Bezeichnung für „Kehle“ bei Zungenstimmen. Denkbar wäre auch die Ableitung von „regalis“ (königlich), da Kaiser Maximilian I. ein solches Instrument als Geschenk erhielt.

## Bau und Klang
Ein Regal besteht aus einem schmalen Kasten, der die Windlade mit den Zungenpfeifen enthält. Das Regal kann somit als mechanisierte Weiterentwicklung von Platerspiel und Krummhorn angesehen werden. Davor ist die Klaviatur, dahinter sind zwei Keilbälge angebracht, die nicht vom Musiker, sondern von einer zweiten Person (dem Kalkanten) bedient werden. Das Regal wird zum Spiel auf einen Tisch gesetzt. Weil das Gewicht der beiden Bälge nicht reicht, um den nötigen Winddruck zu erzeugen, werden am Balgende jeweils Gewichte aufgelegt. Bei dem abgebildeten Regal sind es zwei je 2,5 kg schwere Bleibarren, die in einem Mantel aus Zinn stecken.
Als sogenanntes Bibelregal wird ein Regal bezeichnet, wenn die Tastatur samt Pfeifen in den klappbaren Bälgen verstaut werden kann. Diese Bälge sind dann als „Buchhälften“ gestaltet. Das Instrument hat, dem Namen nach, nur noch Größe einer Bibel, und sieht (von hinten) auch so aus. Das Regal erfreute sich nicht nur in der Kirchenmusik, sondern auch in der Theater-, Tafel-, Tanz- und Hausmusik großer Beliebtheit, vor allem im 16. und 17. Jahrhundert. Im 18. Jahrhundert verlor das Regal an Beliebtheit, da seine obertonreichen, schnarrenden Töne nicht mehr dem Klangideal entsprachen.

„Die Regale sind hierbey nichts nutz, und wundert mich, daß man noch hie und da diese schnarrende, verdrießliche Werckzeuge braucht. Die Clavicimbel, Steertstücke oder Flügel thun an allen Orten gute und weit angenehmere Dienste als jene: Wiewol es aus verschiedenen Ursachen nicht schlimm seyn würde, wenn in den Kirchen saubere und hurtig ansprechende kleine Positiven, ohne Schnarrwerck mit dem Clavicimbel vereiniget werden könten.“

Das abgebildete Regal ist die Kopie eines Instruments aus der Sammlung des Germanischen Nationalmuseums in Nürnberg. Das Original baute Michel Klotz um 1639. Diese Kopie besitzt abweichend vom Original zwei befilzte Dämpferleisten, welche die Schallöffnung über den Zungenpfeifen abdecken. Beim Hörbeispiel werden nach dem ersten Tanzrhythmus diese beiden Holzleisten vom Spieler entfernt. Der Ton wird deutlich brillanter.
- Live-Mitschnitt (1,91 MB)ⓘ/?

Das in der Renaissance aufgekommene Brustwerk ist ideengeschichtlich ein an die Orgel angebautes Regalwerk, daher findet sich das Regal bis zum Barock vornehmlich im Brustwerk, in der Renaissance oft nur durch wenige höher liegende weit mensurierte Labialregister und eine zweifache Zimbel ergänzt.

## Bezeichnung als eigenständiges Orgelregister
Mitunter besitzen Orgeln als eigenständige Familie sogenannte Regal-Register. Diese sind entsprechend der Tonhöhe vergleichbarer Labialpfeifen mit 16′, 8′ oder 4′ oder einem weiteren Zusatz bezeichnet und werden über Registerschalter ein- und ausgeschaltet. Als weitere Möglichkeit zur Klangveränderung ist eine bewegliche Jalousie vorhanden, hinter der die Regalpfeifen stehen. So kann wahlweise mit offener (obertonreicherer Klang) oder geschlossener Jalousie (dunklerer, leiserer Klang) gespielt werden. Die Wirkung entspricht dem Schwellwerk einer Orgel.
Weiterhin gibt es bei Kleinorgeln Bauformen, die neben einem oder zwei Registern Regalpfeifen auch noch labiale Register, etwa Gedackt 4′ enthalten, wobei die Register in Bass und Diskant geteilt sein können. Geteilt wird dann meist mittig bei h oder c'. Das ermöglicht das Spielen verschiedener Klangfarben mit der rechten bzw. linken Hand für Melodie und Begleitung.

## Modernes Regal
In der heutigen Zeit werden neben Kopien historischer Instrumente auch moderne Regale gebaut, die über einen Tonumfang von C–c3 verfügen und mit einem elektrischen Gebläse betrieben werden.